# Џон Грант
Џон Грант (енгл. John Graunt, 24. април 1620 — 18. април 1674) је био један од првих демографа, иако је по професији био продавац позамантерије. Рођен у Лондону, Грант је, заједно са Вилијамом Петијем, развио прве статистичке методе за описивање популације и цензуса које су касније постале основа модерне демографије. Приписује му се стварање прве таблице очекиване дужине живота. Гронт се такође сматра једним од првих стручњака у области епидемиологије, јер се његова чувена књига углавном бавила статистиком здравства.
Његова књига „Природна и политичка запажања заснована на цифрама морталитета“ (енгл. Natural and Political Observations Made upon the Bills of Mortality, 1662) је користила анализу података о морталитету у Лондону који су скупљени захваљујући покушају Чарлса II и других званичника да створе систем за упозоравање угрожених на епидемију бубонске куге у граду. Иако систем никада није у потпуности заживео, Грантов рад у изучавању цифара је за последицу имао прву статистички засновану процену популације Лондона.
Након што је у Великом пожару изгубио кућу и радњу, без било какве финансијске помоћи, Грант је проживео своје последње године у сиромаштву. Умро је од жутице, са 53 године.